# Nick Knox
Nick Knox (nombre de nacimiento, Nicholas George Stephanoff; 26 de marzo de  1953 – 14 de junio de 2018) fue un batería estadounidense, miembro de la banda psychobilly The Cramps. Reemplazó a Miriam Linna en 1977 y lo dejó en 1991. Knox estuvo con The Cramps durante el auge de su popularidad mundial cuando realizaron una extensa gira europea del álbum A Date with Elvis en 1986. Reclutó a su primo, Mike Metoff (también conocido como Ike Knox, ex The Pagans) durante la gira europea anterior en 1984. Knox fue reconocido como el baterista que aportó solidez al sonido de The Cramps, y permaneció más tiempo que cualquier otro batería en la banda. Antes de unirse a The Cramps, fue miembro del grupo protopunk Electric Eels.
Más tarde, Knox fue el "asesor principal" de la banda punk Archie and the Bunkers, con sede en Cleveland, y trabajó estrechamente con la banda en su sencillo de 2017 en Norton Records.
Knox murió de un ataque cardíaco el 15 de junio de 2018.